# تپه چهار طاق (تکاب)
تپه چهار طاق (تکاب) مربوط به هزاره اول (پیش از میلاد) - دوره اسلامی قرن ۶ تا ۸ ه.ق است و در شهرستان تکاب، بخش تخت سلیمان، دهستان افشار، روستای چهارطاق واقع شده است. این اثر در تاریخ ۳۰ دی ۱۳۸۵ با شمارهٔ ثبت ۱۶۷۶۳ به عنوان یکی از آثار ملی ایران به ثبت رسیده است.